# Westelijke miombohoningzuiger
De westelijke miombohoningzuiger (Cinnyris gertrudis) is een zangvogel uit de familie Nectariniidae (honingzuigers). 'Miombo' is het inheemse woord voor bomen van het geslacht Brachystegia.

## Verspreiding en leefgebied
Deze soort komt voor in van Midden-Angola en het zuiden van Congo-Kinshasa tot  het zuidwesten van Tanzania en het noorden van Malawi.